# Rezay
Rezay ist eine französische Gemeinde mit 203 Einwohnern (Stand 1. Januar 2022) im Département Cher in der Region Centre-Val de Loire.

## Geografie
Rezay liegt 25 Kilometer südwestlich von Saint-Amand-Montrond im Boischaut sud im südlichen Teil der Champagne Berrichonne, einer Region des Berry. Die Sinaise fließt durch das Gemeindegebiet.

## Geschichte
Die Gemeinde war als „Zaubererdorf“ verschrien. Es gibt zahlreiche Geschichten über Zauberer und Hexen in Rezay, die sich noch im 20. Jahrhundert ereignet haben sollen. Zum Beispiel wurde dort 1951 angeblich eine Ausgabe des Zauberbuchs Grand Albert gefunden.
| Jahr      | 1793 | 1831 | 1856  | 1876 | 1901 | 1926 | 1954 | 1982 | 1999 | 2016 |
| --------- | ---- | ---- | ----- | ---- | ---- | ---- | ---- | ---- | ---- | ---- |
| Einwohner | 720  | 977  | 1.006 | 966  | 891  | 629  | 436  | 262  | 218  | 220  |

Seit dem 19. Jahrhundert hat die Bevölkerungszahl drastisch abgenommen. Am meisten Einwohner hatte Rezay 1856 (1006).

## Sehenswürdigkeiten

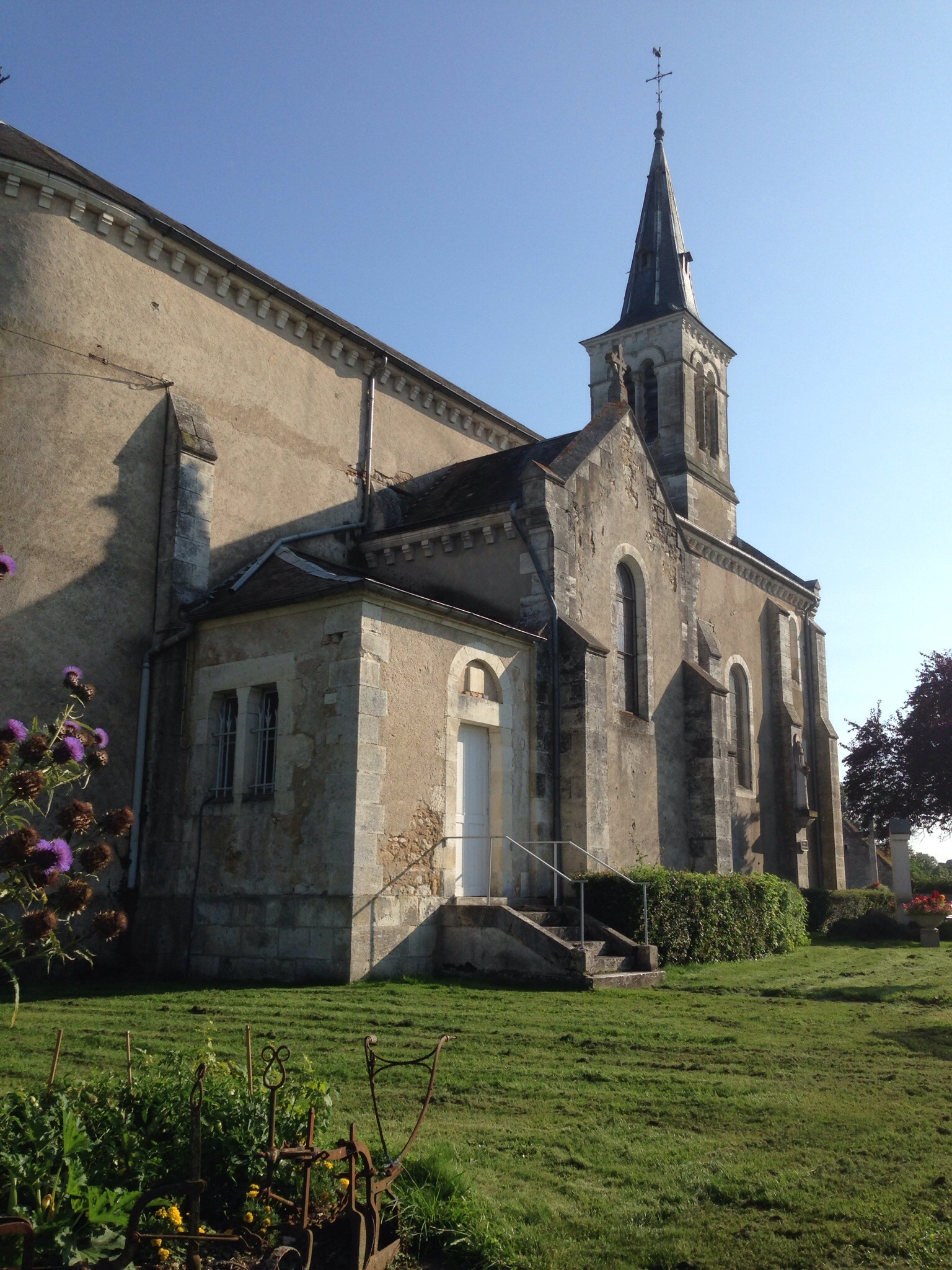
Kirche Notre-Dame

Die Kirche Notre-Dame wurde 1875 wiederaufgebaut. In der Kirche befinden sich zwei steinerne Statuen aus dem 15. und 16. Jahrhundert.

## Wirtschaft
Haupterwerbszweig der Rezayens ist die Zucht von Hausrindern und Hausschafen.

## Persönlichkeiten
Der Schriftsteller Jean-Louis Boncœur (1911–1997) wohnte mehrere Jahre lang in Rezay. Er schrieb unter anderem über die Champagne Berrichonne, den Aberglauben und den Dialekt der Region.